# Serinus pusillus
Il verzellino fronte rossa (Serinus pusillus Pallas,  1811) è un uccello passeriforme della famiglia Fringillidae.

## Etimologia
Il nome scientifico della specie, pusillus, deriva dal latino e significa "molto piccolo", in riferimento alla taglia di questi uccelli.

## Descrizione

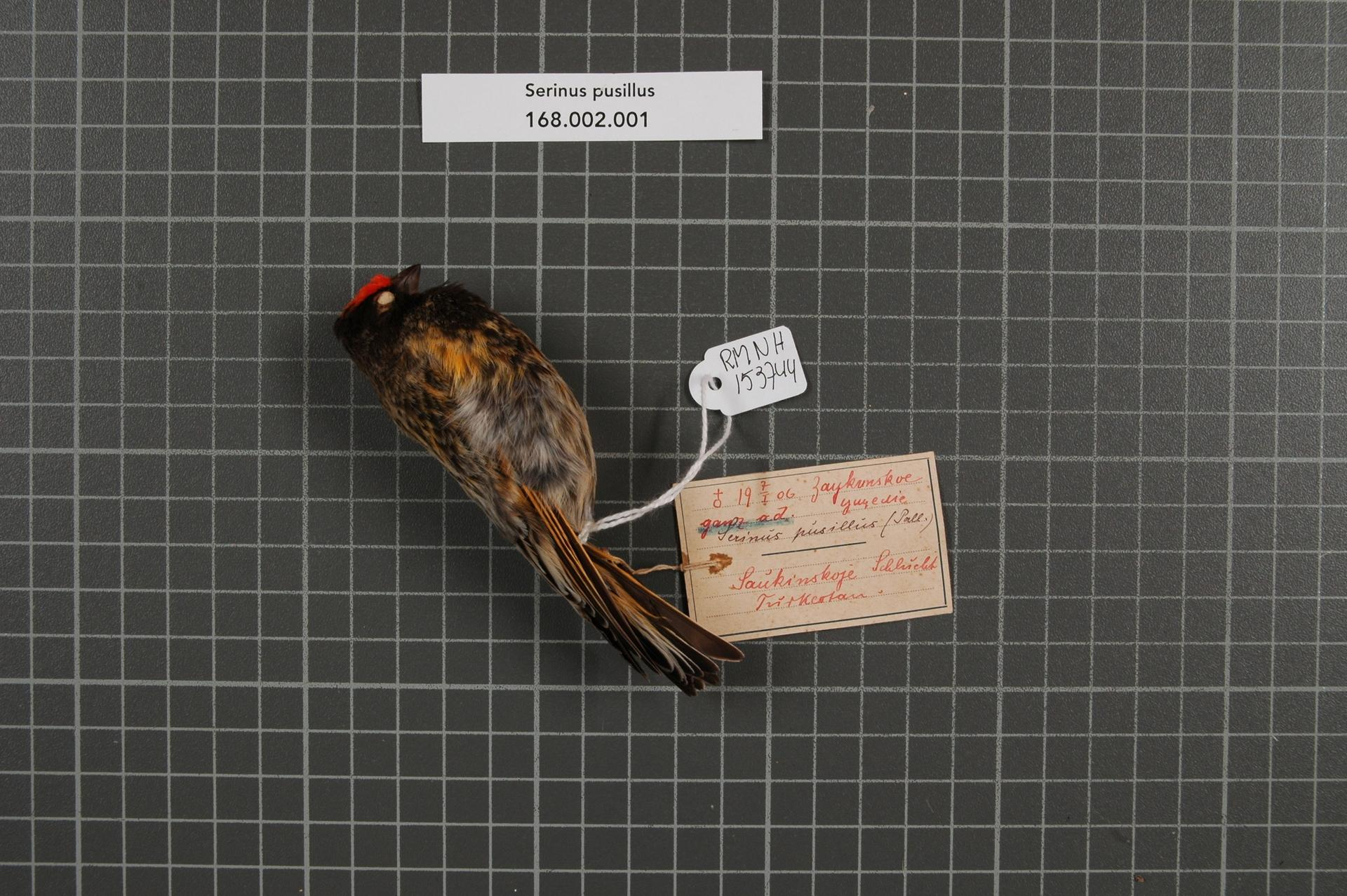
Maschio impagliato.

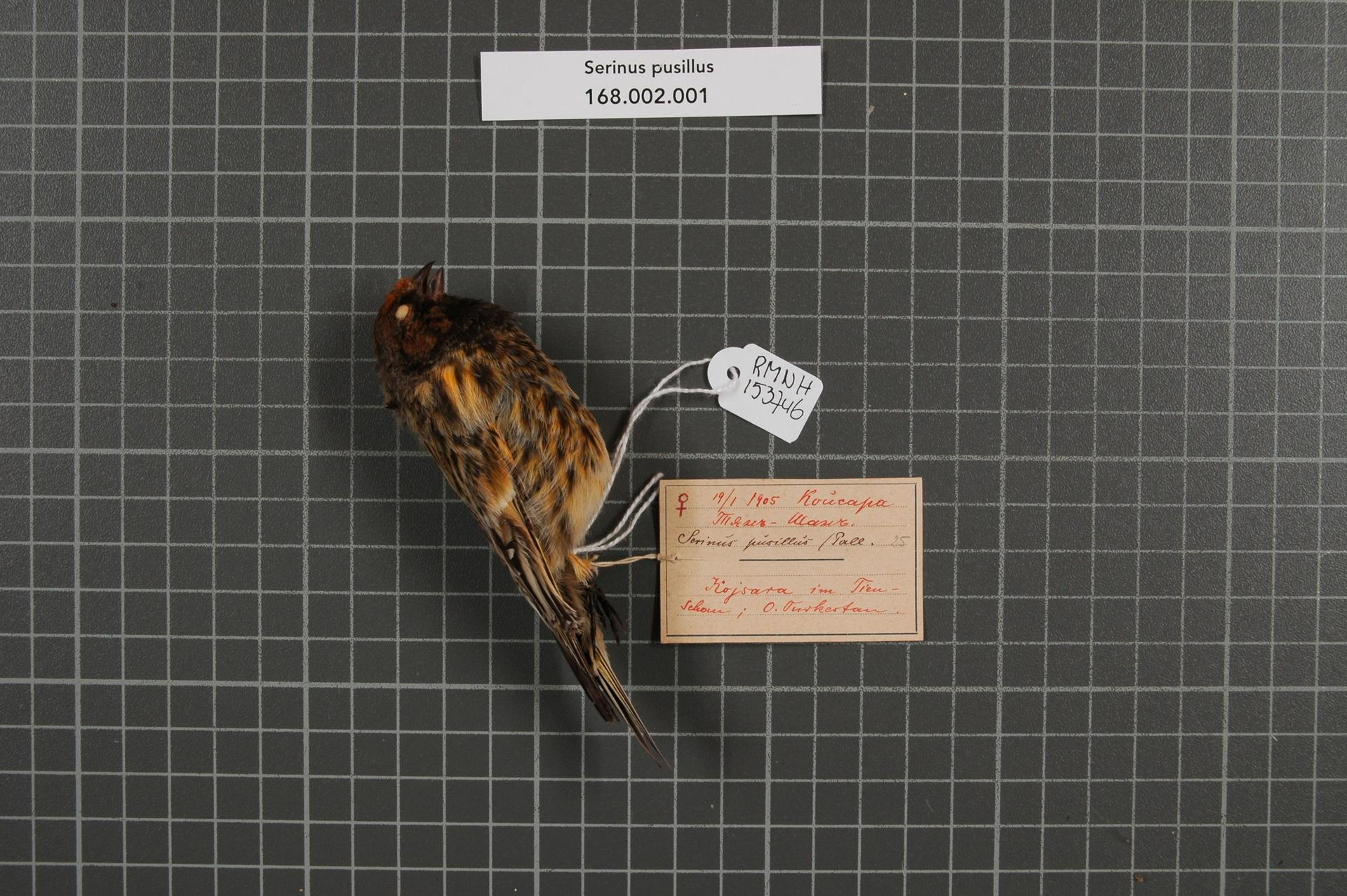
Femmina impagliata.

### Dimensioni
Misura 10,5–13 cm di lunghezza, per 9,5-13,5 g di peso.

### Aspetto
Si tratta di uccelletti dall'aspetto slanciato, con testa rotonda, corto becco conico, ali appuntite e coda dalla punta lievemente forcuta. Nel complesso, questi uccelli per la forma ricordano dei canarini, mentre per la colorazione possono essere scambiati per degli organetti molto scuri.
Il piumaggio è piuttosto variegato: testa, petto e dorso sono di colore nero, con fronte di colore rosso vivo (da cui il nome comune della specie), il sottocoda è bianco, ventre e fianchi sono bianchi con la parte centrale delle singole penne di colore bruno-nerastro, a dare un aspetto screziato al piumaggio, mentre le penne delle ali (ad eccezione delle remiganti, che sono nere così come la coda) sono nere con ampi orli bruno-ramati e grigio-biancastri.

Il dimorfismo sessuale è presente ma non evidentissimo, col maschio dalla colorazione più accesa per quanto riguarda i lipocromi (rosso frontale e dorato dorsale) rispetto a quanto riscontrabile nella femmina. In ambedue i sessi, il becco è nero, gli occhi sono di colore bruno scuro e le zampe sono di colore carnicino-nerastro.

## Biologia

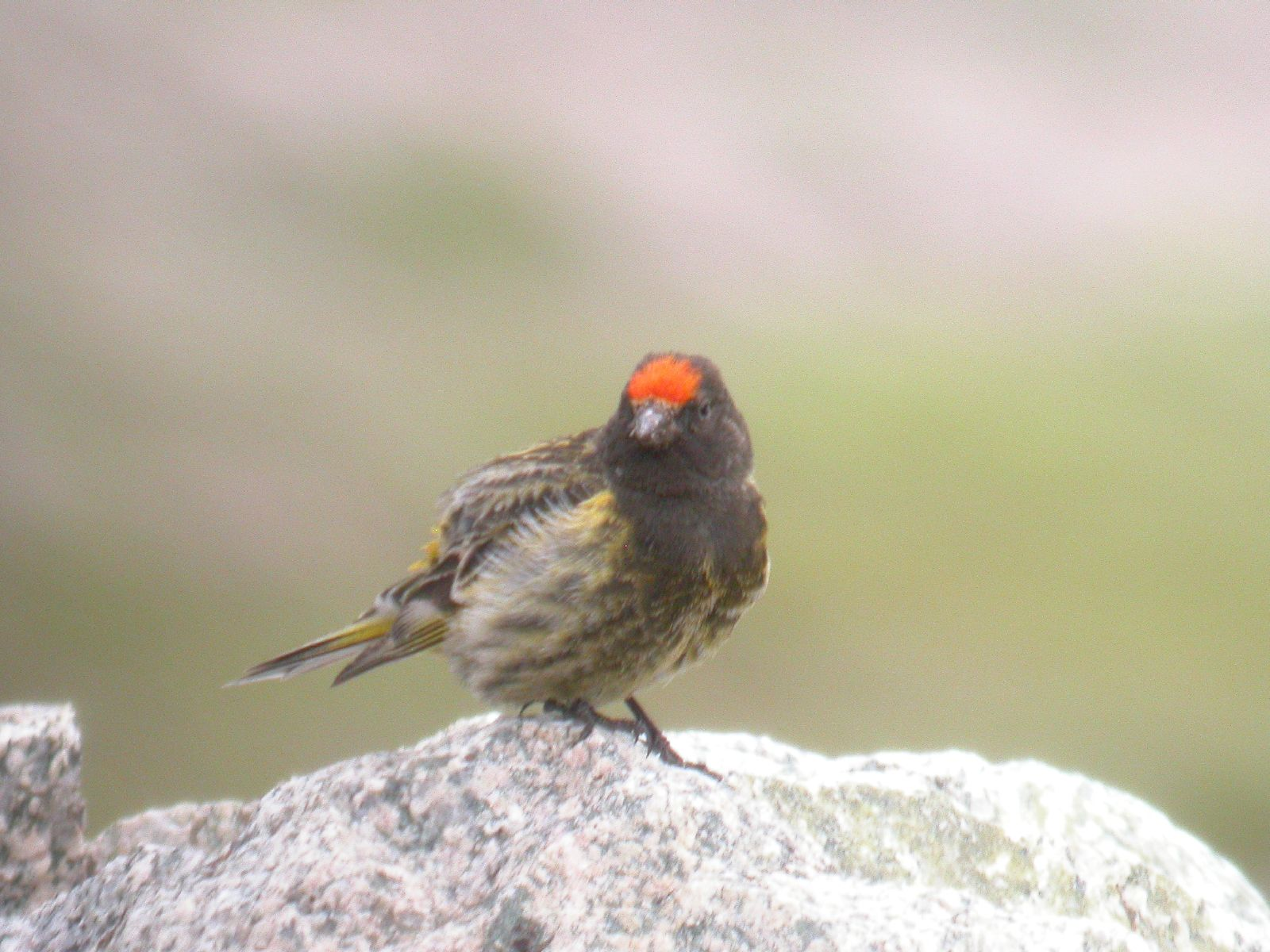
Esemplare al suolo in Kazakistan.

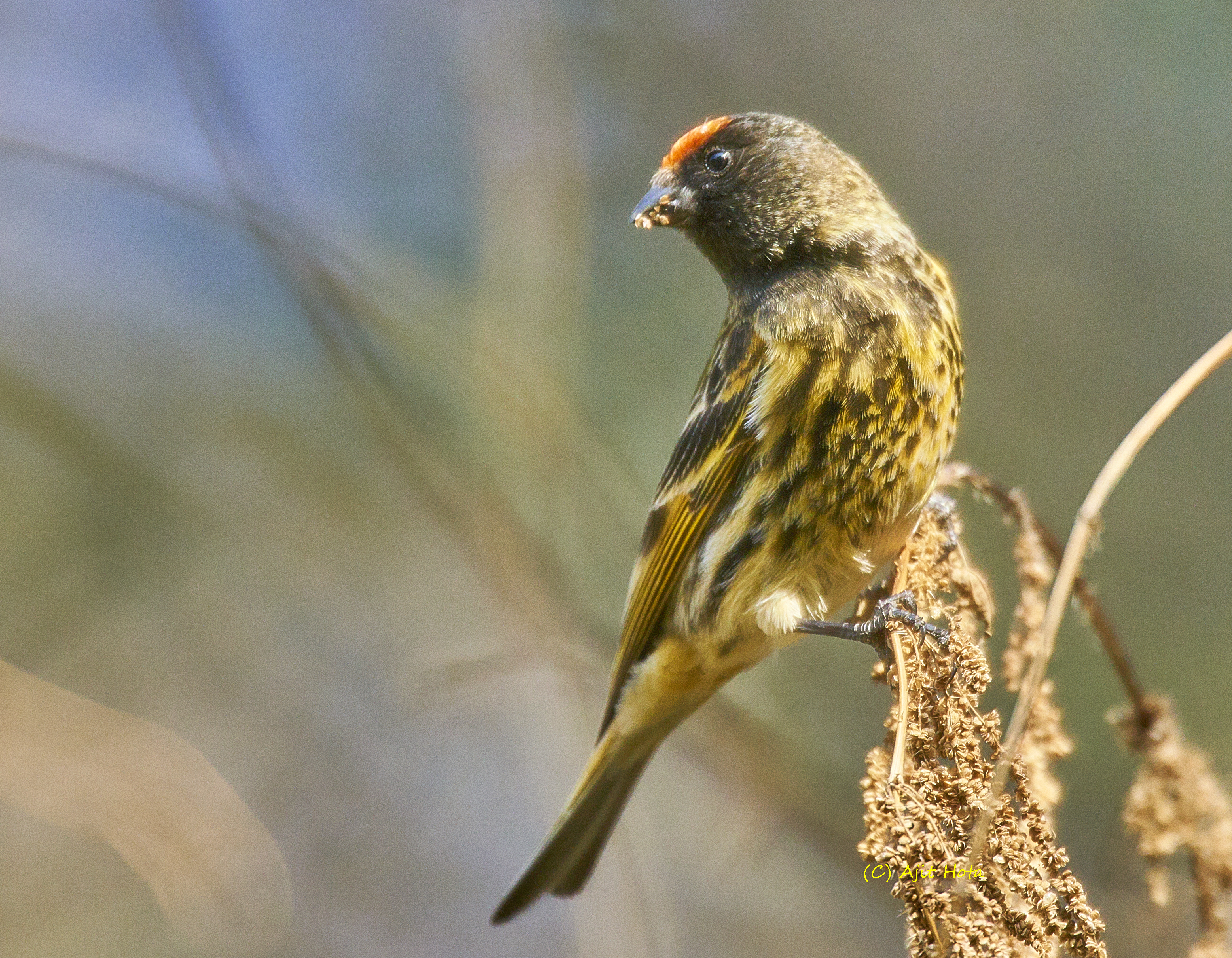
Esemplare si nutre nell'Uttarakhand.

Si tratta di uccelli dalle abitudini diurne, i quali all'infuori della stagione degli amori si muovono in stormi, spostandosi quasi continuamente alla ricerca di cibo ed acqua e mantenendosi fra i cespugli e l'erba alta.
Il canto di questi uccelli è una rapida sequenza di note, che ricorda quella dei fanelli.

### Alimentazione
Il verzellino fronterossa si nutre perlopiù di piccoli semi raccolti al suolo o fra l'erba alta: oltre a questi, la sua dieta si compone anche di bacche, germogli, boccioli, foglioline. Raramente, questi uccelli si nutrono anche di insetti.

### Riproduzione

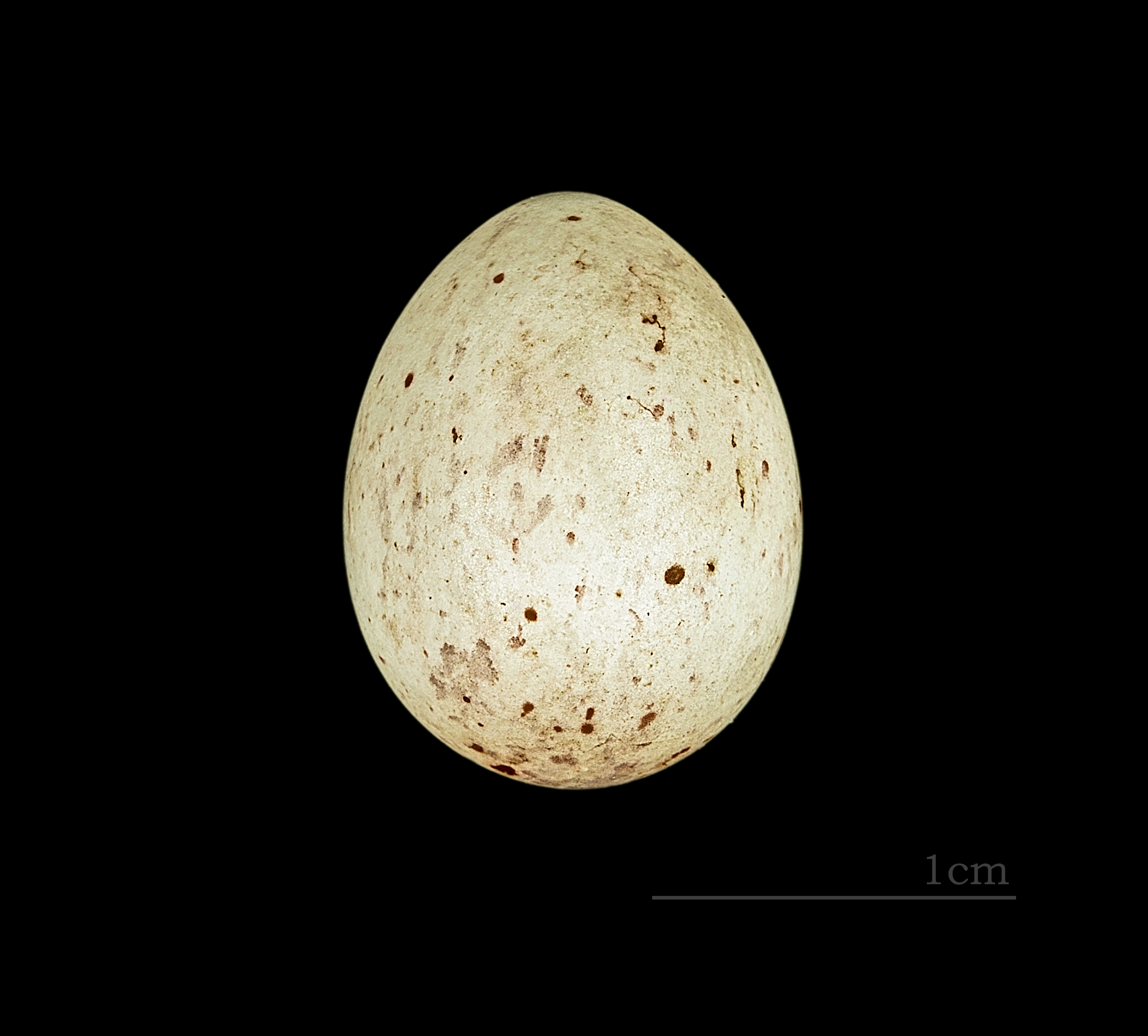
Uovo al Museo di storia naturale di Tolosa.

La stagione riproduttiva va da aprile ad agosto: le coppie (si tratta infatti di uccelli monogami), tuttavia, si formano già durante l'inverno. Generalmente questi uccelli portano avanti due covate l'anno, tuttavia le popolazioni del Turkestan difficilmente vanno oltre la singola covata.
Il nido, a forma di coppa, viene costruito dalla femmina a bassa quota, spesso fra i rami dei cespugli, avendo cura di posizionarlo però in luoghi inaccessibili (come pareti rocciose): esso si compone di fibre vegetali intrecciate, ed è ben imbottito internamente con lanugine e piumino. Al suo interno la femmina depone dalle 3 alle 5 uova, che essa provvede a covare per circa due settimane, venendo nel frattempo imbeccata dal maschio, che staziona di guardia nei pressi del nido.

I pulli, ciechi ed implumi alla schiusa, vengono accuditi da ambedue i genitori, e sono in grado d'involarsi attorno alle tre settimane di vita, pur allontanandosi dal nido in maniera definitiva solo attorno al mese e mezzo dalla schiusa.

## Distribuzione e habitat

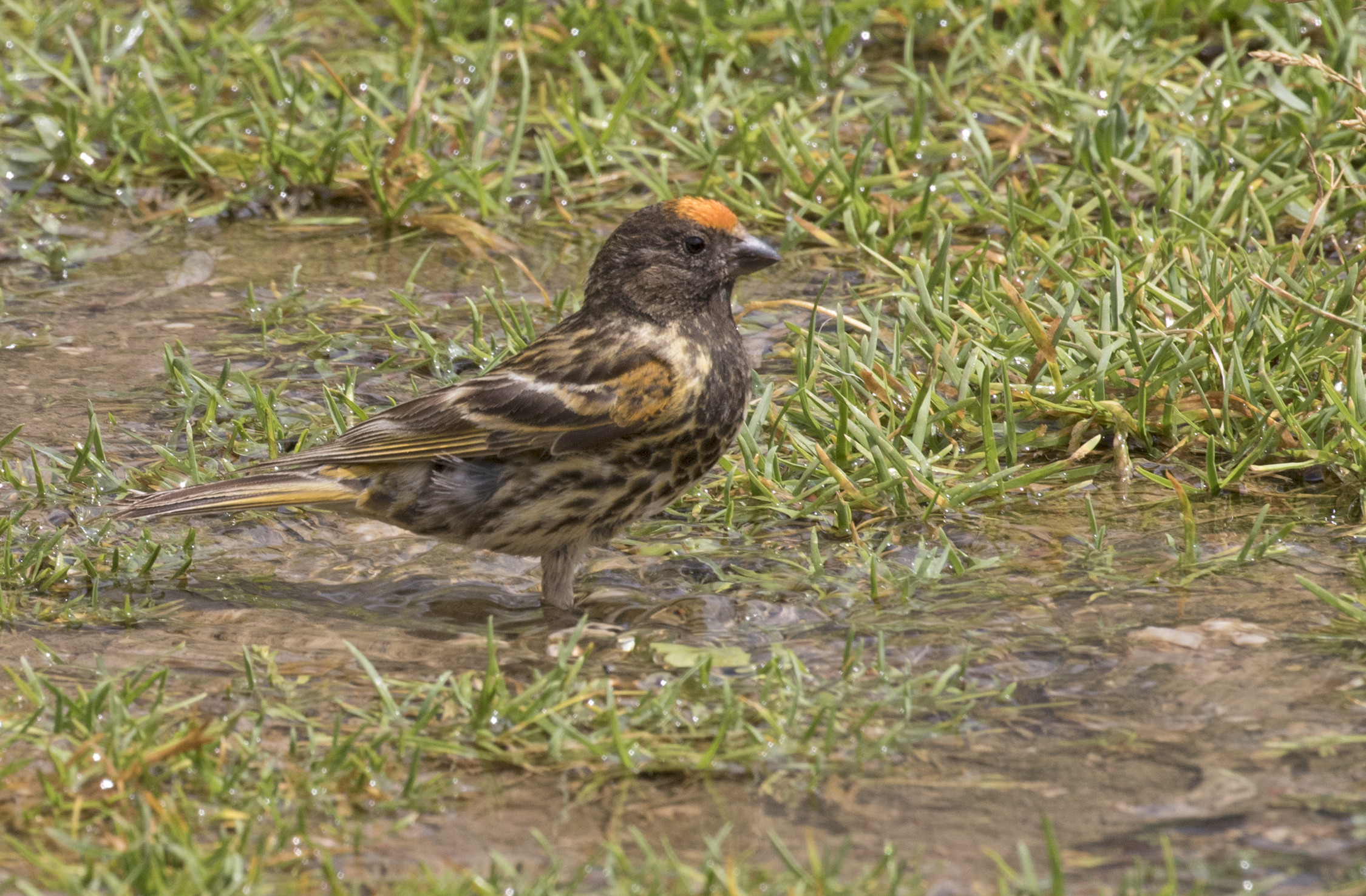
Esemplare al bagno nei pressi di Niğde.

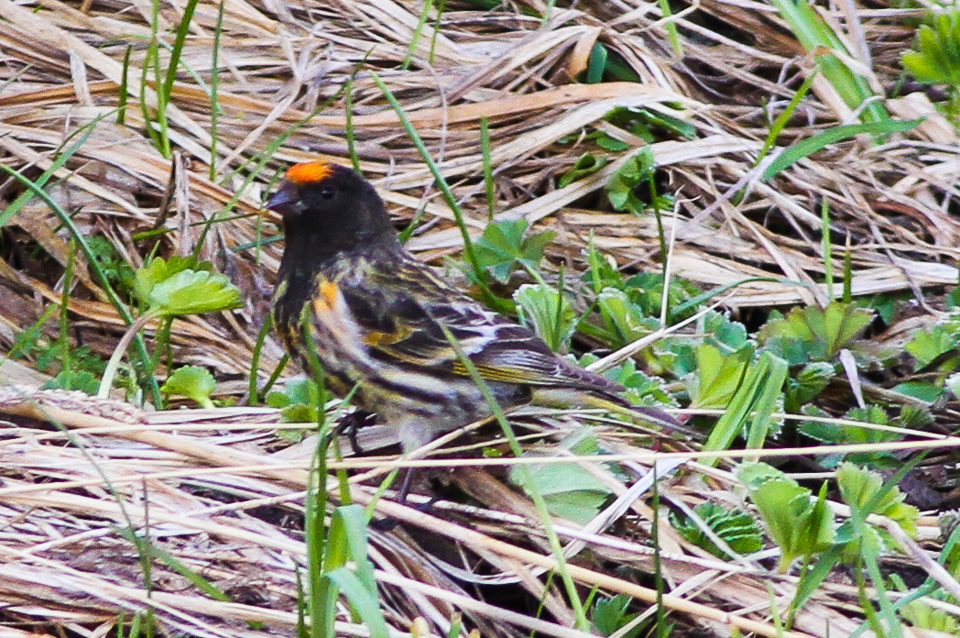
Esemplare al suolo nei pressi di Almaty.

Il verzellino fronterossa occupa un areale piuttosto ampio, che va dalla Turchia nord-occidentale al Caucaso meridionale, all'Uiguristan occidentale e al Tibet sud-occidentale, attraverso il nord dell'Iraq, l'Iran, il Turkmenistan meridionale, il Turkestan (Tarbagataj, Zungaria, Tien Shan), l'Afghanistan e le pendici meridionali della catena dell'Himalaya, dal Pakistan al Nepal. La specie tende a scendere di quota durante l'inverno e i giovani si disperdono compiendo spostamenti anche considerevoli durante l'autunno (con esemplari che giungono a svernare fino alle coste del Levante), tuttavia il verzellino fronterossa non è una specie propriamente migratrice.
L'habitat di questi uccelli è rappresentato dai boschi submontani e montani a predominanza di pino, ginepro e betulla, con presenza di radure e aree cepsugliose, fino ad oltre i 2000 metri di quota.